# Lakis

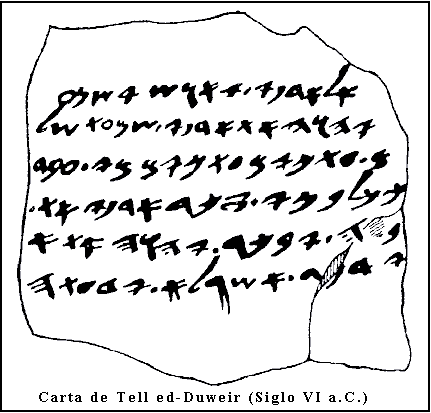
Transcriptie van een van de brieven van Lakis.

Lakis was een stad in het laagland van Judea, ca. 40 kilometer ten zuidwesten van Jeruzalem.
Jozua veroverde Lakis toen de Israëlieten Kanaän binnendrongen. Toen de Assyrische koning Sanherib omstreeks 701 v. Chr. koning Hizkia van Juda aanviel, maakte Sanherib deze stad tot zijn hoofdkwartier, na haar te hebben ingenomen.
Ongeveer 100 jaar later rukte koning Nebukadnessar II van Babylonië met een leger op naar het koninkrijk Juda. Hij kwam om de opstand te onderdrukken, die koning Sedekia begonnen was. Lakis was een van de steden die het langst stand hielden tegen koning Nebukadnessar. Bij opgravingen in Lakis heeft men brieven en delen van brieven gevonden, geschreven op scherven van aardewerk. De brieven zijn rapporten bestemd voor de bevelhebber in Lakis. Zij laten zien hoe hopeloos de toestand was voor de Israëlieten.